# Antillanthus azulensis
Antillanthus azulensis là một loài thực vật có hoa trong họ Cúc. Loài này được (Alain) B.Nord. mô tả khoa học đầu tiên năm 2006.